# Konrad Szymański

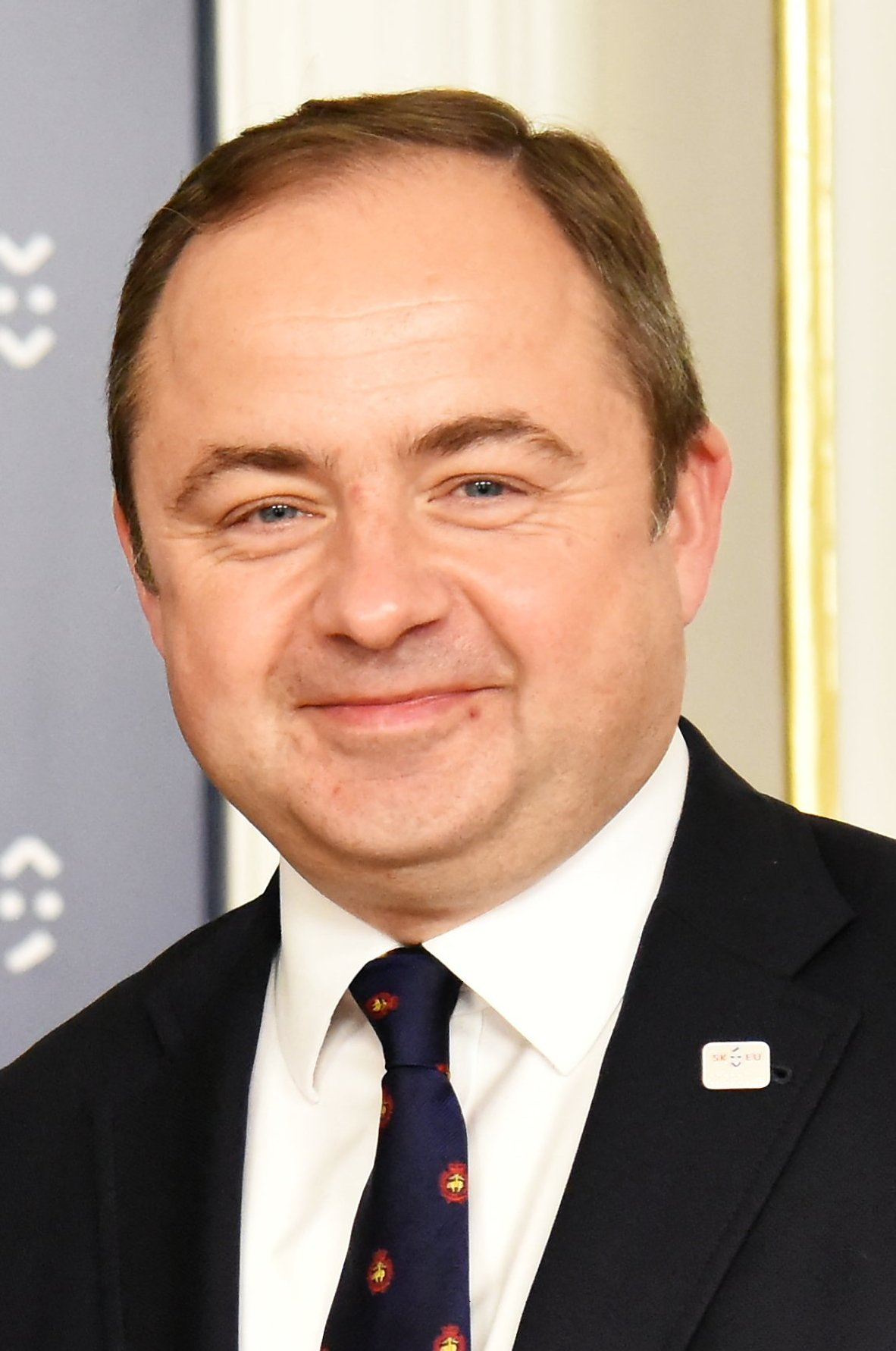
Konrad Szymański (2016)

Konrad Krzysztof Szymański (* 6. Dezember 1969 in Kalisz) ist ein polnischer Politiker (PiS). Von 2004 bis 2014 war er Mitglied des Europäischen Parlaments. Von 2015 bis 2019 war er Staatssekretär für Europäische Angelegenheiten im polnischen Außenministerium. Von 2019 bis 2020 war er Minister ohne Geschäftsbereich und von 2020 bis 2022 dann Minister für Europäische Angelegenheiten.
Szymański studierte Jura an der Adam-Mickiewicz-Universität Posen, wo er 1995 seinen Abschluss machte. Er arbeitete in verschiedenen Presseagenturen und Medien und war als politischer Berater unter anderem für Marcin Libicki und Kazimierz Marcinkiewicz tätig. Von 1989 bis 2000 war er Mitglied der Partei Zjednoczenie Chrześcijańsko-Narodowe (Christlich-Nationale Union), deren Vorstand er seit 1997 angehörte. 1998 bis 2002 war er zudem Vorstandsmitglied der Dachorganisation der polnischen Lebensrechtsbewegung. Bei der Europawahl 2004 und der Europawahl 2009 wurde er ins Europäische Parlament gewählt.
Seit 2023 ist er einer der stellvertretenden Direktoren des polnischen Instituts für Ökonomie (Polski Instytut Ekonomiczny).